# 다압면
다압면(多鴨面)은 대한민국 전라남도 광양시의 면이다.

## 개요
다압면은 50리 길로 이어진 청정수역 섬진강이 마무리되는 곳으로, 인구 2,300명, 면적 63km3로 매실, 밤, 배, 감, 고로쇠, 작설차, 재첩 등 천혜의 특산물을 생산하고 있는 고장이며 섬진강과 금천계곡, 매화마을 일원은 최근 각광을 받고 있는 농촌 자연관광지로 주목을 받고 있다. 뿐만 아니라 예로부터 영·호남의 관문으로서 양지역 화합의 가교 역할을 해오고 있다.

## 행정 구역
- 고사리(高士里)
- 금천리(錦川里)
- 도사리(道士里)
- 신원리(新院里)
- 하천리(荷川里)